# Dora (Sigmund Freud)
Ida Bauer (conosciuta con lo pseudonimo di Dora attribuitole da Sigmund Freud) (Vienna, 1º novembre 1882 – New York, 21 dicembre 1945) fu una paziente di cui Freud diagnosticò l'isteria; era sorella di Otto.
Il suo sintomo isterico più vistoso era l'afonia, o perdita della voce. La relazione che Freud pubblicò nel 1905, col titolo Bruchstücke einer Hysterie-Analyse (Frammento di analisi di un caso d'isteria), costituisce uno dei suoi casi clinici più celebri.

## Quadro clinico
Dora aveva diciotto anni quando iniziò la terapia psicoanalitica. Proveniva da una famiglia in condizioni materiali molto agiate; suo padre era un grosso industriale. A otto anni Dora aveva cominciato a soffrire di dispnea cronica, a dodici anni erano apparsi attacchi di tosse nervosa ed emicranie. Dai sedici anni l'emicrania era scomparsa ma i disturbi respiratori si erano aggravati, e si manifestavano in attacchi della durata di settimane o mesi durante i quali Dora era anche colpita da una completa afonia. Al momento d'iniziare l'analisi, il quadro clinico generale era caratterizzato da depressione, irritabilità e idee di suicidio.

## I sogni di Dora
Dora raccontò due sogni a Freud. Nel primo:
«La casa era in fiamme; mio padre, in piedi accanto al mio letto, mi diceva di alzarmi; mi vestii in fretta. Mia madre voleva fermarsi per mettere in salvo il cofanetto dei gioielli, ma mio padre disse: 'Mi rifiuto di lasciarmi bruciare, io e i miei due figli, per la salvezza del tuo cofanetto di gioielli'. Corremmo giù, e quando eravamo appena giunti fuori, mi sono svegliata».
Il secondo sogno era sostanzialmente più lungo:
«Camminavo per una città che non conoscevo, vedevo strade e piazze che mi erano estranee. Entrai nella casa in cui vivevo, andai nella mia camera e vi trovai una lettera di mia madre; mi diceva che siccome avevo lasciato casa senza che i miei genitori lo sapessero, non mi aveva voluto scrivere per dirmi che papà stava male. 'Ora è morto, e se vuoi puoi tornare'. Allora mi diressi verso la stazione [Bahnhof] e chiesi per un centinaio di volte: 'Dov'è la stazione?', e ogni volta mi veniva risposto: 'A cinque minuti'. Poi vidi un bosco fitto davanti a me e qui lo chiesi ad un uomo che incontrai: 'più di due ore e mezzo' mi rispose, e si offrì di accompagnarmi; io però rifiutai e proseguii da sola. Vidi la stazione davanti a me, ma non potevo raggiungerla - e contemporaneamente mi prese quell'angoscia che si sente nei sogni quando sembra di non potersi più muovere. Poi mi ritrovai a casa: dovevo avere viaggiato nel frattempo, ma non me ne ricordavo. Entrai nella guardiola della portiera, e domandai dove fosse il nostro appartamento; ma lei [la portiera] mi aprì la porta e replicò che mamma e gli altri erano già al cimitero [Friedhof]».

### L'interpretazione di Freud
Nell'interpretazione di Freud, entrambi i sogni si riferivano alla vita sessuale di Dora, che si rivelò sempre più complicata man mano che l'analisi progrediva. Dora aveva lavorato come babysitter presso una coppia di coniugi, che Freud indica con i nomignoli di signor K. e signora K.; Dora raccontò a Freud di avere ricevuto ripetute avances da parte del signor K., fin da quando Dora aveva solo quattordici anni.
Secondo Freud, nell'inconscio di Dora coesistevano desideri sessuali rimossi che avevano per oggetto sia il padre di lei, sia il signor K., sia anche la signora K.
Nella sua analisi, Freud interpretò l'isteria di Dora come una manifestazione della gelosia in lei suscitata dal legame tra la signora K. e il padre di Dora, e nello stesso tempo come una reazione ai sentimenti ambivalenti prodotti in Dora dagli approcci sessuali del signor K. nei suoi confronti.
Dopo sole undici settimane di terapia, comunque, Dora decise di interrompere la cura psicoanalitica, con grande disappunto di Freud che considerò un fallimento il suo trattamento. Freud ritenne comunque importante il caso di Dora, in quanto gli permise di capire meglio il fenomeno del transfert, alla mancata comprensione del quale Freud attribuì l'esito negativo della sua terapia. Come sostiene lo psicoanalista R. Speziale-Bagliacca, "Ciò che conta è che Freud avesse avuto l'intelligenza e l'umiltà di comprendere che, se Dora provava per lui una sorta di 'infatuazione', questa non riguardava tanto lui come persona o il suo fascino, ma qualcun altro. Su di lui questi sentimenti erano stati solamente 'trasferiti'".
Qualche tempo dopo la decisione di Dora di interrompere l'analisi (aprile 1902), la paziente andò a trovare Freud - dopo di che non si incontrarono più - e gli spiegò come i suoi sintomi fossero perlopiù scomparsi. Dopo l'analisi, Dora aveva scelto di confrontarsi con i suoi persecutori (suo padre, la signora K. che ne era l'amante e il signor K. che aveva tentato di sedurre Dora), e di rinfacciare loro le rispettive relazioni illecite. In quell'occasione, tutti costoro le confessarono che le sue accuse erano giuste, e in seguito a ciò i sintomi di Dora guarirono quasi completamente.
Freud ha spiegato dettagliatamente le motivazioni che lo hanno indotto a scegliere il nome "Dora" nella Psicopatologia della vita quotidiana, sostenendo che siccome sia sua sorella che la sua bambinaia si chiamavano entrambe Rosa, si decise, in famiglia, di cambiare il nome della seconda in Dora.

## Critica
Hélène Cixous pubblicò nel 1976 un componimento teatrale liberamente tratto dal resoconto di Freud. Nella prefazione, Cixous scrive: «Dora m'è parsa come colei che resiste al sistema, quella che non può sopportare che la Famiglia e la società siano fondate sulla rimozione dei corpi delle donne, su corpi disprezzati, respinti, umiliati una volta che siano usati. E questa ragazza che, come tutte le isteriche, era privata della possibilità di dire quello che provava, di avere la parola faccia a faccia o al telefono come il padre B. e il padre K., Freud, ecc., ha avuto quanto meno la forza di farlo sapere. È l'esempio nucleare della forza contestatrice delle donne».
Lo psicoanalista canadese Patrick J. Mahony, in una sua ampia critica al resoconto freudiano dell'analisi di Dora, ha asserito che il testo di Freud sarebbe costellato di incongruenze fattuali, di contraddizioni, e che tale testo mostrerebbe un forte controtransfert da parte di Freud stesso, ovvero che il fallimento clinico dell'analisi di Dora sarebbe stato causato dall'incapacità, da parte di Freud, di riconoscere e di gestire i propri moti inconsci di attrazione sessuale e di ostilità nei confronti della paziente.
Dello stesso avviso è il sopracitato Speziale-Bagliacca, il quale, citando il biografo di Freud P. Gay, afferma che il fondatore della psicoanalisi nutriva nei confronti di questa affascinante adolescente isterica "una certa impazienza, una irritazione, e alla fine una evidente delusione". Freud si dimostrò vulnerabile "ai tentativi di seduzione della ragazza ed alla sua irritante ostilità". Freud, secondo Gay, "non si considera né nevrotico, né portatore di danni: egli è sicuro di aver sublimato i propri istinti e di svolgere un lavoro culturale ai massimi livelli".